# Tuttle (Oklahoma)
Tuttle è un comune degli Stati Uniti d'America, situato in Oklahoma, nella contea di Grady.